# Carl-Johan Schiller
Carl-Johan Fredrik Schiller, född 29 januari 1990 i Lidingö, är en svensk politiker som tillhör Kristdemokraterna. Sedan 2024 är han oppositionsregionråd för Kristdemokraterna i Region Stockholm. Tidigare har han varit kommunalråd och gruppledare för Kristdemokraterna på Lidingö.

## Biografi
Carl-Johan Schiller är född och uppvuxen på Lidingö. 

## Politisk karriär

### Lidingö
Under sin tid som kommunalråd och gruppledare för Kristdemokraterna på Lidingö arbetade Schiller aktivt med frågor relaterade till lokalsamhällets utveckling. Schiller arbetade för en försiktig byggpolitik, stärkt föreningsliv, mer social samvaro för äldre samt miljö- och naturfrågor.

### Region Stockholm
Som oppositionsregionråd i Region Stockholm leder Schiller Kristdemokraternas arbete i regionens kärnverksamheter: sjukvård, kollektivtrafik och regional utveckling. Han förespråkar en mer tillgänglig och patientcentrerad sjukvård samt ökad resurseffektivitet inom regionens verksamheter.